# Carlo Gandini (schermidore)
Carlo Gandini (Ferrara, ... – ...; fl. XX secolo) è stato uno schermidore italiano, specializzato nella spada. Ha vinto una medaglia d'argento nella scherma nella spada individuale per maestri ai Giochi intermedi di Atene del 1906 (non riconosciuti dal CIO).